# Eppelborn
Eppelborn (en Sarrois Äbbelborre) est une municipalité (Gemeinde en allemand) dans l'arrondissement de Neunkirchen dans le Land de Sarre en Allemagne.

## Jumelage
La ville d'Eppelborn est  jumelée avec :
- Outreau (France)
- Kfar Tabor (Israël)
- Finsterwalde (Allemagne)
- Realmonte (Italie)